# RWM-Depesche
Die RWM-Depesche ist eine Special-Interest-Zeitschrift mit wissenschaftlichem Anspruch für Waffentechnik und Militärgeschichte. Sie richtet sich insbesondere an Waffen-Sammler und Ordonnanzschützen, weniger an Jäger und Sportschützen. Leitender Redakteur ist Elmar Heinz.
Der Name der Zeitschrift, der für Telegramm steht, geht auf das französische Wort Depesche zurück; RWM steht für „Recherchen zu Waffentechnik & Militärgeschichte“. Sie erscheint vierteljährlich, d. h. im Februar, Mai, August und November, und wird seit 2011 vom RWM-Verlag aus Eltville am Rhein in Hessen vertrieben. In jeder Ausgabe wird ein Themengebiet Schwarzpulver, Blankwaffen oder Nitro-Pulver aufbereitet.
Unter den derzeit 21 Mitarbeitern, die zum Teil Erfahrung aus militärhistorischen Sammlungen bzw. Museen und dem publizistischen Bereich mitbringen können, sind anerkannte Militärhistoriker wie Klaus-Jürgen Bremm, Elmar Heinz und Dieter Storz, allesamt Werner-Hahlweg-Preisträger für Militärgeschichte und Wehrwissenschaften der letzten Jahre.